# Балашова, Роза Трофимовна
Роза Трофимовна Балашова (до замужества — Раиса Матюшкина) (9 августа 1927 — 7 февраля 2005) — советская актриса театра и кино. Заслуженная артистка Украинской ССР. Народная артистка РСФСР (1982).

## Биография
Родилась в семье офицера РККА. В 1944—1948 годах обучалась в Московском городском театральном училище. Ученица В. В. Готовцева и Н. К. Свободина.
Выступала на сцене Воронежского государственного драматического театра, в Одесском драматическом театре им. А. Иванова.
С 1962 года работала в Академическом театре драмы им. А. С. Пушкина Санкт-Петербурга (Александринский театр). Была одной из ведущих актрис театральной труппы.
Много работала на радио, на озвучивании фильмов.
Вторая супруга актёра В. П. Балашова, с которым познакомилась на съемках фильма «Тень у пирса». В 1956 году у неё родилась вторая  дочь Елена, первая, Наталья родилась в 1952 году.

## Творчество

### Избранные роли в театре
Всего сыграла более 30 главных театральных ролей.
- «Мария Тюдор» В. Гюго — Королева
- «На дне» М. Горького — Василиса
- «Унтиловск» Л. Леонова — Матушка
- 1963 — «Гроза» А. Н. Островского — Катерина,
- 1966 — «Обыкновенная история» по роману И. А. Гончарова — Елизавета Александровна
- 1967 — «Дело, которому ты служишь», по мотивам трилогии Ю. П. Германа — Вера Николаевна
- 1968 — «Много шума из ничего» Шекспира — Урсула
- 1973 — «Горячее сердце» А. Н. Островского — Матрёна
- 1976 — «Дети солнца» Максима Горького — Меланья
- 1982 — «Отец Горио» Оноре де Бальзака — госпожа Воке
- 1991 — «Не всё коту масленица» А. Н. Островского — Феона

## Фильмография
1. 1955 — Тень у пирса — Татьяна Ракитина
2. 1957 — Координаты неизвестны — Ксения Тарасовна
3. 1959 — Мечты сбываются — Ольга
4. 1962 — Исповедь — заведующая ЗАГСа
5. 1983 — Мера пресечения — мать Муравьёвой
6. 1986 — Потерпевшие претензий не имеют
7. 2003 — Линии судьбы — эпизод